# 無戯論経
『無戯論経』（むけろんきょう、巴: Apaṇṇaka-sutta, アパンナカ・スッタ）とは、パーリ仏典経蔵中部に収録されている第60経。『無碍経』（むげきょう）とも。
釈迦が、とある婆羅門に仏法を説く。

## 構成

### 登場人物
- 釈迦
- とある婆羅門

### 場面設定
ある時、釈迦は、コーサラ国のサーラーという婆羅門村を遊行していた。
そこである婆羅門が、釈迦に根拠ある堅固な教えについて問う。
釈迦は、それにまつわる五法・五業、自他の苦の区別による四種の人を説き、更に十善戒、六根・六境、四禅、三明・三漏について説く。
婆羅門は法悦し、三宝への帰依を誓う。

## 日本語訳
- 『南伝大蔵経・経蔵・中部経典2』（第10巻） 大蔵出版
- 『パーリ仏典 中部（マッジマニカーヤ）中分五十経篇I』 片山一良訳 大蔵出版
- 『原始仏典 中部経典2』（第5巻） 中村元監修 春秋社